# Джум, Арно
Арно Сючюэн-Джум (фр. Arnaud Sutchuin-Djoum, рожд. 2 мая 1989, Яунде, Камерун) — камерунский и бельгийский футболист, полузащитник шотландского клуба «Данди Юнайтед» и национальной сборной Камеруна.

## Клубная карьера
Во взрослом футболе дебютировал в 2006 году выступлениями за команду клуба «Брюссель», в которой провёл два сезона, приняв участие в 12 матчах чемпионата.
В течение 2008—2009 годов защищал цвета команды клуба «Андерлехт».
Своей игрой за последнюю команду привлёк внимание представителей тренерского штаба клуба «Рода», к составу которого присоединился в 2009 году. Сыграл за команду из Керкраде следующие пять сезонов. Был основным игроком команды «Рода».
Впоследствии с 2014 по 2015 год играл в составе команд клубов «Акхисар Беледиеспор» и «Лех».
К составу клуба «Харт оф Мидлотиан» присоединился в 2015 году, сыграл за команду из Эдинбурга более 100 матчей в национальном чемпионате.

## Выступления за сборную
В 2016 году дебютировал в официальных матчах в составе национальной сборной Камеруна.
В составе сборной был участником Кубка африканских наций 2017 года в Габоне. Вошёл в состав сборной на Кубок конфедераций 2017 года в России.

## Достижения
Сборная Камеруна
- Кубок африканских наций: 2017